# شیف ۶۱۴۰۱
سیارک ۶۱۴۰۱ (به انگلیسی: 61401 Schiff، نامگذاری:2000QQ6) شصت و یک هزار و چهارصد و یکمین سیارک کشف شده‌است که در ۲۵ اوت ۲۰۰۰ کشف شد.